# Национална галерија у Прагу
Национална галерија у Прагу (чеш. Národní galerie v Praze) једна је од неколико уметничких галерија у Прагу, у власништву државне која управља највећом колекцијом дела ликовних уметности у  Чешкој . Галерија је настала од приватно покренуте галерије слика, која од краја 18. века јавно излаже оригиналне позајмљене слике, а свој данашњи карактер добила је у првој половини 20. века .
Галерија излаже уметничка дела  из својих колекција у оквиру сталних поставки и на повременим изложбе у неколико зграда у Прагу и шире, које су данас значајни споменици културе Чешке Републике.

## Историја
Историја Националне галерије у Прагу почела је да се пише 5. фебруара 1796. године када је те године група важних представника патриотског чешког племства  (Коловрат, Штернберк , Ностицова ), заједно са неколико научника из редова грађанства, одлучила да подигне опадајући јавни укус грађана Прага. Основано је Друштво патриота пријатеља уметности, које је убрзо основала две институције, које су  Прагу до тада недостајале:
- Галерију слика, свима доступну
- Академију уметности, најстарији уметнички колеџ у Чешкој основан  1799. године, три године након оснивања галерије

Историја колекције Националне галерије у Прагу датира од почетка 17. века, када је била део уметничке збирке Рудолфа II. са легендарном сликом Фестивал бројаница Албрехта Дирера (1606). Чувена слика, као једна од ретких, остала је у Прагу до данас и једно је од кључних дела колекције данашње галерије. У другој половини 17. века колекционарске активности чешког племства почињу да се развијају у потпуности, а захваљујући  оснивања прве Галерија слика, ремекделима је могла да се диви  шира јавноста. Тада су постављени темељи данашње Националне галерије у Прагу.
Године 1902. године галерија је регистрована под називом „Модерна галерија Краљевине Чешке“ и била је приватно власништво цара Фрање Јосифа I.  За разлику од Галерија слика која је основана на приватну иницијативу, „Модерна галерија Краљевине Чешке“ је основана на иницијативу монарха, цара Фрање Јосифа I. Институција је започела изградњом збирке савремене уметности 19. и каснијег 20. века ⁠ - ⁠која се  тада попуњавала куповина дела Антонина Славичека Швабинског, Војтеха Преисига, Јана Преислера и касније такође Јозефа Чапека или Емила Филе.
Након Великог рата и распада Аустроугарске царевине 1918. године   галерија слика Друштва патриотских пријатеља уметности трансформисана је у централну уметничку колекцију нове државе. Следеће године Винценц Крамар је преузео њено управљање, трансформишући је у модерну, професионално вођену јавну галерију. Двадесетих и тридесетих година 20. века под његовим вођством постављени су темељи чувене француске колекције, чије су стварање подржали највиши представници чехословачке државе Томаш Гаригуе Масарик и Едвард Бенеш.
У пролеће 1923. године, чехословачка влада је ослободила износ од 5 милиона круна, који је касније повећан. Важни историчари уметности заједно са уметницима учествовали су у избору дела која су одражавала промене у француској уметности од романтизма до дела савремених аутора у то време. Они су успели да добију дела од фундаменталног значаја, чији су аутори били  Eugène Delacroix, Camille Corot, Claude Monet, Paul Cézanne, Paul Gauguin, Vincent van Gogh, Pablo Picasso, André Derain či Auguste Rodin.
Пут до спајања две институције у једну државну галерију био је релативно дуг. Док је Крамаров покушај национализације Модерне галерије 1936. године  био неуспешан, исте године Галерија слика СВПУ је национализована и следеће године преименована у Државну колекцију старе уметности.
Током Другог светског рата Галерија је незванично користила ранији појам Национална галерија. Званично име протектората било је Чешко-моравска провинцијска галерија из 1941. године , у коју су 1942. године пренета средства из укинуте Модерне галерије. Реорганизације установе извршене током рата нису ретроактивно потврђене Законом о Народној галерији до 1949., која је такође легализовала име Националне галерије у Прагу.
У послератном периоду, Национална галерија се суочила са повећањем обима збирки, насталих конфискацијом уметничких дела која су прво прикупљали нацисти, а затим комунистичка влада (црквена имовина, прогнаници, политички затвореници). Део ове колекције враћен је у периоду од  1968. до 1969. и делом након1989. године.
Од 1995. године у Галерији је отворен одељак посвећен савременој уметности у оквиру које се налазе бројна дела уметника као што су: Пикасо, Моне, Ван Гог, Родин, Сезан и многи други.
Напори да Галерија добије своју зграду дуго су трајали. Чак и након рата, било је покушаја да се изгради зграда на Летни 1948. године и поново 1962. године након уклањања Стаљиновог споменика. На крају, донета је одлука о децентрализовању галерије на више локацији у разним важним историјским зградама у центру Прага и шире.

## Размештај
Збирке Националне галерије вековима су путовале Прагом: 1814. године основана је галерија у палати Стернберг, у другој половини истог века отворена је галерија слика у Рудолфинуму, 1931. у општинској библиотеци на Марианске намести. Од 1970-их до 2000. године, древна уметност била је смештена у манастиру Светог Георгија у Прашком замку.
Данас Национална галерија у Прагу управља са шест прашких зграда и на неколико локација ван Прага: ⁠ 

### Сајамска плата у Холешовицама
Сајамска палата је зграда у прашким Холешовицама, и једна од првих и највећих функционалистичких зграда у Прагу. Било је намењено сајмовима , касније је у њој било седиште спољнотрговинских предузећа . Данас је Палата седиште Националне галерије у Прагу , у којој се налази стална поставка уметности 20. и 21. века и други изложбени простори. Зграда је непокретни споменик културе од 1958. године. 
- Спољашњи и унутрашњи изглед Сајамске палате

### Штернбергерова палата
Штернбергерова палата од 1947. године чува ремек дела Националне галерије у Прагу, чији је претходник, Галерија слика Друштва патриотских пријатеља уметности, овде био смештен у 19. веку.
Градитељ палате био је царски гроф Вацлав Војтех од Штернберга (1643⁠—⁠1708), који је као потомак једне од најстаријих племићких породица припадао најмоћнијим чешким аристократама. Он је 1690. године купио  земљиште у близини прашке надбискупске палате. Старија кућа средњовековног порекла стајала је на топографски сложеној парцели стрмо нагнутој према јарку Јелени. Нови власник је одмах започео планирање изградње велике резиденције, која се догодила у периоду од 1699⁠. до 1708. године и приписује се Ђованију Батисти Алипрандију. Када је градитељ палате умро 1708. године, зграда је била само делимично завршена.

### Палата Шварценберг
Када је 1541. године пожар у Храдчанима уништио  четири средњовековне куће на месту данашње палате (у којој је у 14. веку, мајстор Теодорик, дворски сликар Карла IV, имао  сликарску радионицу у једној од њих) земљу је тада купио Јован IV. Пепео из Лобковича и саградио ренесансну резиденцију у северноиталијанском стилу, која је завршена 1567.  године. У наредним деценијама палата је неколико пута мењала власнике и тек почетком 18. века пала је у наслеђе породице Шварценберг.
У периоду од 1870. до 1874. године, фасада палате је редизајнира. Године 1909. отворен је за јавност као седиште Техничког музеја.
Током Другог светског рата у њој је основан војни музеј од стране Вермахта, а након заплене од стране чехословачке државе, по завршетку рата, палата је постала седиште Војноисторијског музеја.
Национална галерија у Прагу палату је купила 2002. године, и од тада је она постала један од њених галеријских простора.
У овом простору организована је стална изложбена поставка Стари мајстори која представља избор најважнијих ремек дела   Збирке античка уметност (Hans von Aachen, Petr Brandl, Matyáš Bernard Braun, Lucas Cranach, Adriaen de Vries, Albrecht Dürer, El Greco, Francisco José Goya, Hans Holbein, Jan Gossaert - Mabuse, Jusepe de Ribera, Peter Paul Rubens, Bartholomaeus Spranger, Karel Škréta, Simon Vouet, Michael Leopold Willmann и други).

### Салмска палата
Салмска палата је велика класицистичка зграда у улици Храдчанске намести број 186/1 у Праг у којој је на 1. и 2. спрату од 17. октобра 2014. године постављена стална изложеност Националне галериј у Прагу, уметност 19. века од класицизма до романтизма. Приземље се користи за краће изложбе.

### Палата Кински
Палата Кински је важна грађевина у стилу рококоа у Прагу на Старом градском тргу 606/12 на источној страни Прага у близини споменика Јану Хусу, у којој је од 1949. године смештена графичке збирке Националне галерије у Прагу.

### Манастир Свете Агнезе Чешке
Манастир Свете Агнезе Чешке или Свете Јање Прашке,  је изузетно историјски вредан манастирски комплекс, који данас спада међу најстарије готичке грађевина у Прагу, носи име своје оснивачице, принцезе Премислиде Свете Агнезе Чешке  (канонизоване 1989. године), најмлађе ћерке краља Отокара Otokara I. и мајке Констације Угарске. Принцеза Премислида (1211⁠ - ⁠1282) основала је локални манастир за млађе братсво  уз подршку краљевске породице током раног 13. века, и убрзо по његовој градњи замонашила се и њим управљала.
Оронулом манастиру закупљеном за разне намене више пута је претило рушење. Последњи предлог за рушење потекао је из санационог плана Прага с краја 19. века. Због свог значаја, међутим, манастир је избегао изумирање. Од почетка 20. века постепено се документује, истражује и поправља. Упркос бурној судбини подручја, језгро јединственог распореда некадашњег двоструког манастира сачувано је до данас. Седамдесетих година 20. века проглашен је националним спомеником културе. Након дуге реконструкције, отворен је 1980-их.
Изложба колекција Националне галерије у Прагу налази се у приземљу манастирског комплекса и садржи више од две стотине експоната из области сликарства, вајарства и рукотворина трансформацију облика и функције уметничког дела током три века. Експонати доказани у вези са Чешком допуњују дела настала у ширем средњоевропском региону, посебно у Француској, Аустрији, Саксонији ⁠⁠, попут дела Franky, Rakousy, Sasko ⁠–⁠ např. díly Hanse Pleydenwurffa, Albrechta Altdorfera, Hanse Hesseho či Lucase Cranacha.
У манастирским баштама постављено је готово двадесатак скулптура савремених чешких аутора.
- Neznámý autor – Epitaf Jana z Jeřeně
- Neznámý autor – Andělé
- Mistr Theodorik – Svatý Jeroným
- Mistr Třeboňského oltáře – Uložení Krista do hrobu

### Школа јахања Валенстеин
Школа јахања Валенстеин је историјска зграда некадашње школе јахања, данас изложбена сала на метро станици Малостранска у којој од 15. јуна 2000. године Национална галерија из Прага излаже вредна уметничка дела. 

### Дворац Фриштак
Дворац Фриштак  у истоименом граду у управној јединици Злински крај, у оквиру којег припада округу Злин,  је резиденцијални део оригиналног замка Фриштат , који је 1288. године саградио принц Мешек I из кнежевске породице Тешин Пиастс као прва зграда новог Фриштата, који је овде премештен са обала реке Олше.  У овом објекту Националне галерије у Прагу има сталну поставку чешких ремек-дела 19. и 20. века.

### Дворац Ждјар над Сазави
Дворац Ждјар над Сазави је културо историсјки споменик који се налази у истоименом граду у средишњем делу Чешке. на око 170 км југоисточно од главног града Прага. У првобитно готичкој грађевини, модификованој у барокном стилу, уз учешће Јана Сантинија . У њој је стална поставка барокне уметности из колекција Националне галерије у Прагу, која нуди одабрану колекцију дела средњоевропског порекла и евоцира углавном културно окружење манастира 17. и 18. века. Поред дела са религиозном темом која су у фокусу ове изложбе, аутори Ленка Столарова и Вит Влнас одабрали су слике и скулптуре карактеристичне за барокне монашке колекције. Изложба барокне уметности из колекција Националне галерије у Прагу наставља како историјску традицију монашких галерија, тако и локалну традицију повезане пре свега са барокним споменицима европског значаја.

### Списак директора
- 1967–1990 Јири Коталик
- 1991–1993 Лубомир Славичек
- 1993–1994 Ладислав Даниел
- 1994–1998. Мартин Златохлавек
- 1999–2011 Милан Книжак
- 2011–2013 Владимир Росел
- 2013–2014 Вит Влнас
- 2014–2019 Јири Фајт
- 2019 Иван Моравек
- 2019–2020 Алена Ане-Мари Недома
- од 2021. Алиција Кнаст

## Уметничке збирке
Национална галерија у Прагу управља највећим уметничким колекцијама у Чешкој, које се налазе у депоима и делимично на следећим изложбама које су отворене за јавност:

### Збирка модерне и савремене уметности
Колекција модерне и савремене уметности, која укључује ауторе са чешке и стране сцене од Другог светског рата до данас, има више од 10.000 уметничких предмета. Вредан допринос колекцији 2002. године била је донација више од 2.500 дела теоретичара, кустоса и уметника Јиржија Валоха. Збирка модерне и савремене уметности повезана је са колекцијом архитектуре која је од свог оснивања 1986. године располагала са преко 20 000 предмета.
Збирка модерне и савремене уметности основана је 2018. године након одвајања од Збирке 19. века и Класичног модернизма 20. века. Почиње са периодом дефинисаним искуством Другог светског рата и бави се делима заснованим на променама у авангардним приступима и политичком, социјалном и технолошком развоју. Сакупљачке активности одражавају време и његов утицај на формирање културног наслеђа које произилази из институционализованих и независних уметничких операција и на које не утичу мање унутрашњи механизми стицања.
Језгро колекције чине чешки уметници, често у великим ауторским колекцијама од неколико десетина дела. Заступљени су различити правци чешке историје уметности: сучељавање надреалистичке и реалне позиције ⁠ - ⁠ отуда социјалистички реализам, нове фигурације и лирске апстракције или конструктивистичке тенденције до акционе уметности и концептуализма, постмодерни период и стварање мултимедије, укључујући видео уметност, перформанс или инсталација. Допуњују их уметници из суседне средње Европе, углавном из Словачке или такође са пољске сцене. У колекцију су пристигла и дела из Хрватске, Словеније и такође важна италијанска имена, ту су и аутори из Британије, Француске, Шпаније, Шведске, Мађарске, Јапана, Индије, Сједињених Држава, Мексика, Еквадора и многих других земаља.
1930 - данас - Чешка модерна уметност - Палата сајма
Чешка уметност после 1930. је представљена делима  Františka Muziky, Josefa Šímy, Jindřicha Štyrského, Toyen, Zdeňka Sklenáře, Jana Kotíka nebo Václava Bartovského..
Изложба такође мапира уметничке тенденције од 1960-их до данас - Информел , Ангажована уметност, Нова осетљивост и постмодернизам. У приземљу Сајма трговине, са изузетком Велике сале, која је тада била доступна током целе године, представљају се периодични пројекти савремене уметности.

### Збирка уметност 19. века од класицизма до модернизма
Колекција уметности 19. века од класицизма до модернизма тренутно располаже са више од 9.000 слика и 5.000 скулптура. Основа колекције створена је захваљујући аквизицијским активностима Галерија слика Друштва отаџбинских пријатеља уметности и Модерне галерије, а легендарна куповина колекције француске уметности од стране чехословачке државе 1923. године допринела је темељном богаћењу колекције.
Током 20. века колекција се проширила и захваљујући референцама и донацијама уметника и приватних колекционара, од којих је најважнији поклон из колекције историчара и колекционара уметности и некадашњи директор Галерија слика Друштва патриотских пријатеља Вићенца Крамара из 1960. године.
Данас подзбирка чешког сликарства укључује дела из периода класицизма, царства, романтизма, реализма и разних трендова и уметничких струјања с краја 19. века, укључујући натурализам, симболику, импресионизам и сецесију.
1796–1918. - Уметност дугог века - Сајамска палата
Концепт изложбе заснован је на темама које су типичне и карактеристичне за уметност тог доба. Изложба укључује слике;  Václav Špála, Josef Čapek, Jindřich Štyrský, Toyen ad.) také díla z proslulé francouzské sbírky (Paul Gauguin, Henri Rousseau, Pablo Picasso, Vincent van Gogh....).
1918–1938.  Прва република - Сајамска палата
Поред слика и скулптура водећих чешких, словачких, чешко-немачких и Карпатских уметника (Václav Špála, Josef Čapek, Jindřich Štyrský, Toyen...) изложба обухвата радове из колекције чувених француских сликара (Paul Gauguin, Henri Rousseau, Pablo Picasso, Vincent van Gogh), које је чехословачка држава купила недуго након оснивања галерије 1920-их и 1930-их.

### Збирка старе уметности
Данашња колекција старе уметности представља историјско језгро НГП-а. Такође укључује дела из легендарне уметничке коморе цара Рудолфа II, која укључује чувени Фестивал бројаница Албрехта Дирера. На јединствен начин представља више од четири стотине година традиције сакупљања у Чешкој, која припада важним поглављима европске културе и историје музеологије.
Колекција старе уметности обухвата више од 7.000 уметничких предмета. Обухвата изврсну колекцију дела чешке и средњоевропске провенијенције, посебно од 14. до 16. века. Такође укључује дела из периода раног немачког и холандског сликарства и колекцију италијанских примитиваца углавном из колекције надвојводе Františka Ferdinanda d‘ Este.
Средњовековна уметност у Чешкој и Централној Европи 1200–1550 - Манастир Св. Агнеза Чешка
Изложба представља трансформације облика и функције уметничког дела током три века на више од две стотине експоната из области сликарства, вајарства и уметничког заната. Изложени експонати доказани у вези са Чешком допуњују дела настала у ширем региону Централне Европе. Врхунски експонати и блага националног културног наслеђа укључују дела из периода владавине Луксембурга.
Стари мајстори - палата Схварзенберг
Основни временски оквир изложбе је период од 16. до 18. века. Изложба представља избор најважнијих ремек-дела из Збирке античке уметности (Hans von Aachen, Petr Brandl, Matyáš Bernard Braun, Lucas Cranach, Adriaen de Vries, Albrecht Dürer, El Greco, Francisco José Goya, Hans Holbein, Jan Gossaert zvaný Mabuse, Rembrandt van Rijn, Jusepe de Ribera, Peter Paul Rubens, Bartholomäus Spranger, Karel Škréta, Simon Vouet,  Michael Leopold Willmann...).

### Збирка графика и цртежа
Колекција графика и цртежа Националне галерије у Прагу једна је од десет највећих и најважнијих графичких колекција у Европи. Са око 450.000 графика и цртежа и фрагмената осветљених рукописа од средњег века до данас, то је највећа колекција Националне галерије.
Захваљујући богатству и разноликости колекције могу се представити дела из различитих периода и стилова.
Његов облик и садржај развијали су се релативно замршено и у почетку независно од Галерије слика родољубивих пријатеља уметности. У почетку је то био графички фонд Академије, који је требало да служи углавном за наставу. Постепено су у колекцију долазиле и друге графичке колекције, чему су доприносили важни колекционари попут Јосефа Хосера.
Збирка графика и цртежа је, дакле, разнолика и богата колекција различитих периода и стилова. Међутим, пошто уметничка дела на папиру не могу дуго да буду изложена, цртежи и графике се редовно представљају на краткотрајним изложбама и графичким ормарићима. Истраживачи могу проучавати оригинале у радној соби и библиотеци збирке графика у Палати Кински.

### Азијска уметничка колекција
Одељење оријенталне уметности основано је новембра 1951. године за азијску колекцију у Националној галерији министарском уредбом. Тренутно Азијска уметничка колекција располаже са преко 13.000 уметничких дела пореклом из Јапана, Кине, Кореје, Тибета, Централне, Јужне и Југоисточне Азије и Далеког истока.
Разлог за успостављање администрације уметничким материјалом азијског порекла под одговорношћу Националне галерије проистекао је из ситуације након комунистичког пуча, када су програмско централизоване не само колекције из приватних колекција, укључујући и аристократске резиденције, већ и трансфери од државних културних институција или су се вршиле циљане куповине.
Колекција јапанске уметности највећа је уметничка колекција по броју збирних предмета који прелазе 6.500 предмета. Основу јапанске колекције у Националној галерији поставио је јапански колекционар барон Јирохоши Сакума, када је након изложбе своје колекције одржане у Прагу 1936. године посветио чехословачкој држави сет јапанских слика и дубореза. Током шездесетих и седамдесетих година 20. века, како се колекција азијске уметности ширила, колекцији је додато више запажених предмета колекције јапанског лака и порцелана.
Друга најбројнија колекција је колекција кинеске уметности, чије порекло датира из аристократске колекције порцелана и других врста примењене уметности. Током Прве републике, богати ансамбли кинеске уметности донели су у Чехословачку бројни колекционари. Културна политика педесетих година 20. века омогућила је директне набавке дела у Кини, а 1958. године колекција је од кинеске владе добила значајну број уметничких дела, укључујући јединствена дела из архаичних периода кинеске историје. Данас постоји приближно 4.400 дела кинеских модерних и древних слика, архаичне уметности, будистичке скулптуре, керамике и порцелана. као и текстила, тепиха и других врста примењене уметности. Колекција кинеског сликарства двадесетог века, која садржи више од стотину дела познатог сликара  Čchi Paj-š’e,  јединствена је у свету.
Тибетанске и монголске колекције укључују слике и скулптуре које датирају углавном из периода од 18. до 19. века. Међутим, лепа серија тибетанских слика Махасидха, будистичких учитеља са изузетним способностима, датира из 17. века. Већина радова у збирци су малих или средњих формата.
Уметност јужне и југоисточне Азије је скромнија у поређењу са источноазијским колекцијама. Најстарији споменици укључују рељефе  са територије данашњег Пакистана од 2.⁠ - ⁠4. века и индијски хиндуистички рељеф од 11.⁠ - ⁠13. века. Више од две стотине дела представља индијско сликарство 17.⁠ - ⁠19. века. Колекција индијских слика и графика друге половине 20. века укључује дела значајних уметника. На пољу уметности југоисточне Азије - ⁠ Бурме, Тајланда, Камбоџе и Индонезије, издваја се колекција будистичке скулптуре.
Предисламски и раноисламски споменици из Култепе у Малој Азији и сиријска налазишта Тел Ерфад и Шеш Сад потичу из истраживања Бедриха Хрознија из 1920-их. Од дела југозападне Азије, колекција НГП углавном представља уметност и занате Ирана и Турске,  колекцију текстила, у којој доминирају теписи,   произведени у Средњој Азији и Јужном Кавказу.

## Лого Галерије
Године 1962. графичар Јарослав Шваб дизајнирао је црно-бели лого за Националну галерију, који се састојао од оквира у коме су скраћеница НГ и чешки лав инспирисани осветљењем Пасије игуманије Кунхуте.  Логотип је измењен након што је на место директора дошао Милан Книжак (1999), слова нг су сведена на минимум, промењен је облик лава и слово н и лавова круна изашли су из оквира; у варијанти у боји слова су била црвена, а остатак логотипа светлосив.
Када је Јири Фајт желео је потпуно нови визуелни изглед галерије ( 2014. године), расписан је јавни конкурс који је отказан 2015. године, на другом конкурсу победио је познати студио Најбрт дизајнера Алеша Најбрта.
После  неуспешног покушаја промене идентитета, крајем 2017. године Национална галерија у Прагу одлучила је да укључи ЦЗЕЦХДЕСИГН у процес, тако да ће се овај пут такмичење одвијати редовно, поштено и са добрим резултатима. Циљ целокупног пројекта био је проналазак комплетног визуелног стила водеће изложбене институције у Чешкој Републици, која би користила атрактивну, савремену и препознатљиву визуелну комуникацију , што би помогло повећању свести и интересовања посетилаца. повећати посећеност сталних изложби, краткорочних изложби и пратећих програма. На овај задатак позвано је укупно 10 дизајнера и графичких студија , од којих је 9 предало коначни дизајн и учествовало у двокружном затвореном конкурсу који је оценио стручни жири.

## Галерија изабраних дала
- Средњовековна уметност у Чешкој и Централној Европи 1200-1550 (Манастир Св. Агнезе Чешке)
- Neznámý autor – Epitaf Jana z Jeřeně
- Neznámý autor – Andělé
- Mistr Theodorik – Svatý Jeroným
- Mistr Třeboňského oltáře – Uložení Krista do hrobu

- Уметност 20. и 21. века (Сајамска палата)
- Camille Pissarro – Zahrada ve Valhermeil
- Claude Monet – Jabloňový sad
- Paul Cézanne – Dům v Aix
- Paul Gauguin – Dobrý den, pane Gauguin
- Pierre-Auguste Renoir – Milenci
- Henri de Toulouse-Lautrec – V Moulin Rouge
- Henri Rousseau – Vlastní podobizna
- Bohumil Kubišta – Promenáda v Riegerových sadech
- Gustav Klimt – Panny
- Ilja Repin – Autoportrét

## Привремене изложбе
Простори за временски ограничене изложбе налазе се у већини зграда Националне галерије